# Immagine binaria

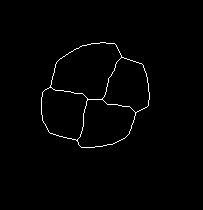
Immagine binaria creata in python

Un'immagine binaria (o bitonale, o bilivello) è una immagine digitale che ha due possibili valori per ogni pixel.
Tipicamente i due colori usati in una immagine binaria sono bianco e nero sebbene possa essere usato qualsiasi colore.
il colore usato per gli oggetti nell'immagine è per i soggetti in primo piano il bianco mentre per lo sfondo il nero.
Nel settore della scansione dei documenti  ci si riferisce come immagine bitonale.
Ogni pixel, poi, è memorizzato in un solo bit.
Le immagini binarie sono spesso usate nell'elaborazione delle immagini come maschere o come risultato di alcune operazioni quali la segmentazione, la soglia e oscillazione (dithering). alcuni dispositivi come stampanti laser, macchine fax lavorano solo con immagini binarie.
Una immagine binaria può essere memorizzata con formato bitmap. Una immagine di 640x480 pixel richiede 37,5 KB di memoria (640x480/8=38400).

## Implementazione
Creazione di una immagine binaria con il modulo opencv2 con i linguaggi di programmazione C, C++ e Python e con il modulo mahotas e scikit image di python:

### C e C++
```
IplImage
*
 
im_gray
 
=
 
cvLoadImage
(
"image.jpg"
,
CV_LOAD_IMAGE_GRAYSCALE
);

// C++ (OpenCV 2.0)

Mat
 
im_gray
 
=
 
imread
(
"image.jpg"
,
CV_LOAD_IMAGE_GRAYSCALE
);

// C

IplImage
 
*
im_rgb
  
=
 
cvLoadImage
(
"image.jpg"
);

IplImage
 
*
im_gray
 
=
 
cvCreateImage
(
cvGetSize
(
im_rgb
),
IPL_DEPTH_8U
,
1
);

cvCvtColor
(
im_rgb
,
im_gray
,
CV_RGB2GRAY
);

// C++

Mat
 
im_rgb
  
=
 
imread
(
"image.jpg"
);

Mat
 
im_gray
;

cvtColor
(
im_rgb
,
im_gray
,
CV_RGB2GRAY
);

// C

IplImage
*
 
im_bw
 
=
 
cvCreateImage
(
cvGetSize
(
im_gray
),
IPL_DEPTH_8U
,
1
);

cvThreshold
(
im_gray
,
 
im_bw
,
 
128
,
 
255
,
 
CV_THRESH_BINARY
 
|
 
CV_THRESH_OTSU
);

// C++

Mat
 
img_bw
 
=
 
im_gray
 
>
 
128
;

```

### Python
```
path
 
"documents/image.jpg"

#opencv2

import
 
cv2

gray
 
=
 
cv2
.
imread
(
path
,
0
)

element
 
=
 
cv2
.
getStructuringElement
(
cv2
.
MORPH_CROSS
,(
3
,
3
))

ret
,
thresh
 
=
 
cv2
.
threshold
(
gray
,
127
,
255
,
cv2
.
THRESH_BINARY_INV
)

#mahotas

import
 
mahotas
 
as
 
mh

fork
 
=
 
mh
.
imread
(
path
)
  

imgbnbin
 
=
 
fork
[:,:,
0
]

bfork
 
=
 
imgbnbin
 
<
 
150

#scikit image

import
 
skimage

image
 
=
 
skimage
.
imread
(
path
)

global_thresh
 
=
 
skimage
.
threshold_otsu
(
image
)

binary_global
 
=
 
image
 
>
 
global_thresh

```